# 萨福诺夫卡农村居民点
萨福诺夫卡农村居民点（俄语：Сафоновское сельское поселение）是俄罗斯联邦别尔哥罗德州伊夫尼亚区所属的一个农村居民点。其下辖有3个居民点，行政中心为萨福诺夫卡。据2016年统计，该农村居民点的人口为831人。